# 道口铺街道
道口铺街道，是中华人民共和国山東省聊城市东昌府区下辖的一个乡镇级行政单位。

## 行政区划
道口铺街道下辖以下地区：
道口铺村、十八里村、仙庄村、邵屯村、安庄村、肖香坊村、陈化屯村、北臧村、武庄村、梁刘村、苏楼村、田庙村、高马庄村、王尔镇村、王庄村、顾庄村、任堤口村、四甲李村、代屯村、刘海子村、王月河村、宋月河村、沙王庄村、双庙村、胡谢村、东风村、张堤口村、程庄村、闫邵屯村、邵月河村和郭庄村。